# N-flake
Un n-flake (en español n-copo, por su parecido con los copos de nieve) es un fractal construido a partir de un polígono que se reemplaza por unos copos formados por polígonos más pequeños, de modo que los polígonos escalados se colocan en los vértices, y a veces en el centro. Este proceso se repite recursivamente para dar como resultado el fractal. Por lo general, también existe la restricción de que los polígonos deben tocarse pero no solaparse.

## En dos dimensiones
La variedad más común de un n-flake es el bidimensional (en términos de su dimensión topológica) y está formada por polígonos. Los cuatro casos especiales más comunes se forman con triángulos, cuadrados, pentágonos y hexágonos, pero se puede extender a cualquier polígono. Su límite es la curva de von Koch de diferentes tipos, dependiendo del polígono, e infinitamente muchas curvas de Koch están contenidas dentro. Los fractales ocupan un área cero pero tienen un perímetro infinito.

### Polígono de Sierpinski
El principio general de construcción de un polígono de Sierpinski es el siguiente. Es posible generar otros tipos de fractales, la idea es comenzar con un polígono normal de n lados, luego escalar el polígono por un factor r para que n copias del polígono escalado encajen exactamente dentro del polígono original.
Estos diversos fractales pueden, por supuesto, generalizarse a cualquier polígono convexo regular; el polígono de Sierpinski de orden n, centrado en el vértice de un polígono convexo regular de orden n. 
La fórmula del factor de escala r para cualquier n-flake es:
{\displaystyle r={\frac {1}{2\left(1+\displaystyle \sum _{k=1}^{\lfloor n/4\rfloor }{\cos {\frac {2\pi k}{n}}}\right)}}}
donde el coseno se evalúa en radianes y n es el número de lados del polígono de n lados. La dimensión de Hausdorff de un n-flake es {\displaystyle \textstyle {\frac {\log m}{\log r}}}, donde m es el número de polígonos en cada flake individual y r es el factor de escala.
Esta fórmula se elige para que se unan las n imágenes del polígono de partida completo.
Los 4 fractales más famosos son el triángulo (o tamiz), el cuadrado (o alfombra, alfombra, mantel individual), el pentágono y el hexágono de Sierpinski.

#### Triángulo de Sierpinski

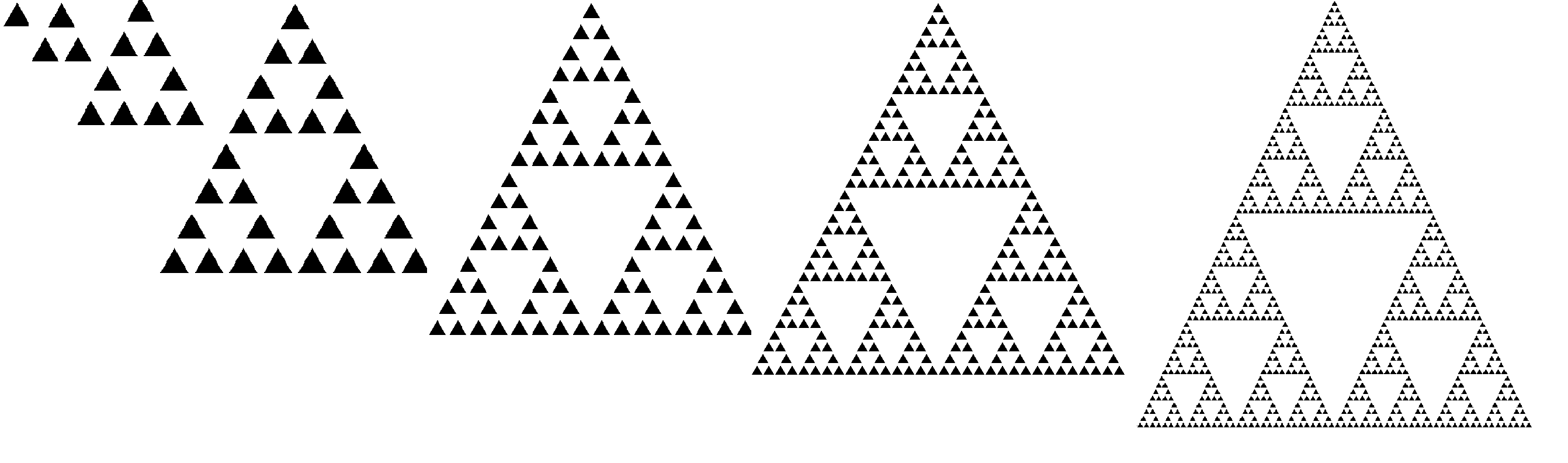
Triángulo de Sierpinki

El triángulo de Sierpinski es un n-flake formado por flakes sucesivos de tres triángulos. Cada flake se forma colocando triángulos a escala de 1/2 en cada esquina del triángulo que reemplazan. Su dimensión Hausdorff es igual a {\displaystyle \textstyle {\frac {\log(3)}{\log(2)}}} ≈ 1.585. El {\displaystyle \textstyle {\frac {\log(3)}{\log(2)}}} se obtiene porque cada iteración tiene 3 triángulos que están escalados por 1/2.
El triángulo de Sierpinski tiene un vínculo inesperado con el triángulo de Pascal, si coloreas los números impares en el triángulo de Pascal, verás el triángulo de Sierpinski. que se visualiza en la figura a continuación:

### Fractal de Vicsek
Si se construyera un sierpinski 4-gon (polígono de 4 lados) a partir de la definición dada, el factor de escala sería 1/2 y el fractal sería simplemente un cuadrado. Una alternativa más interesante, el fractal de Vicsek, raramente llamado quadraflake, está formado por flakes sucesivos de cinco cuadrados escalados por 1/3. Cada escama se forma colocando un cuadrado escalado en cada esquina y uno en el centro o uno a cada lado del cuadrado y otro en el centro. Su dimensión Hausdorff es igual a {\displaystyle \textstyle {\frac {\log(5)}{\log(3)}}} ≈ 1.4650. El  {\displaystyle \textstyle {\frac {\log(5)}{\log(3)}}} se obtiene porque cada iteración tiene 5 cuadrados que están escalados por 1/3. El límite de Vicsek Fractal es una curva cuadrada de Koch tipo 1.

La quinta iteración del fractal de Vicsek.

### Pentaflake

Límite del pentaflake.

Un pentaflake, o pentágono de Sierpinski, está formado por sucesivos flakes de seis pentágonos regulares. 

Cada flake se forma colocando un pentágono en cada esquina y uno en el centro. Su dimensión Hausdorff es igual a {\displaystyle \textstyle {\frac {\log(6)}{\log(1+\varphi )}}} ≈ 1.8617, donde {\displaystyle \textstyle {\varphi ={\frac {1+{\sqrt {5}}}{2}}}} (proporción áurea). El {\displaystyle \textstyle {\frac {\log(6)}{\log(1+\varphi )}}} se obtiene porque cada iteración tiene 6 pentágonos escalados por {\displaystyle \textstyle {\frac {1}{1+\varphi }}}. El límite de un pentaflake es la curva de Koch de 72 grados.
También hay una variación del pentaflake que no tiene un pentágono central. Su dimensión Hausdorff es igual a {\displaystyle \textstyle {\frac {\log(5)}{\log(1+\varphi )}}} ≈ 1.6723. Esta variación contiene infinitamente muchas curvas de Koch, por esta razón son algo más visibles.

1ra iteración, con Pentágonos Centrales
3ra iteración, con Pentágonos Centrales
4ta iteración, con Pentágonos Centrales
5ta iteración, con Pentágonos Centrales

2da iteración, sin Pentágonos Centrales
3ra iteración, sin Pentágonos Centrales
4ta iteración, sin Pentágonos Centrales
5ta iteración, sin Pentágonos Centrales

### Hexaflake
Un hexaflake, está formado por sucesivos flakes de siete hexágonos regulares. Cada flake se forma colocando un hexágono escalado en cada esquina y uno en el centro. Su dimensión Hausdorff es igual a  {\displaystyle \textstyle {\frac {\log(7)}{\log(3)}}} ≈ 1.7712. El {\displaystyle \textstyle {\frac {\log(7)}{\log(3)}}} se obtiene porque cada iteración tiene 7 hexágonos que están escalados por 1/3. El límite de un hexaflake es la curva de Koch estándar de 60 grados e infinitamente muchos Copos de nieve de Koch están contenidos dentro.Además, la proyección del cubo de cantor sobre el plano  ortogonalmente a su diagonal principal es un hexaflake.
Como el pentaflake, también hay una variación del hexaflake, llamado hexágono de Sierpinski, que no tiene hexágono central. 
 Su dimensión Hausdorff es igual a 
{\displaystyle \textstyle {\frac {\log(6)}{\log(3)}}} ≈ 1.6309. Esta variación todavía contiene infinitas curvas de Koch de 60 grados.

Hexaflake.
La sexta iteración del hexaflake.
Cuarta iteración del hexágono de Sierpinski.
Proyección ortogonal del cubo de cantor mostrando un hexaflake.

### Poliflake

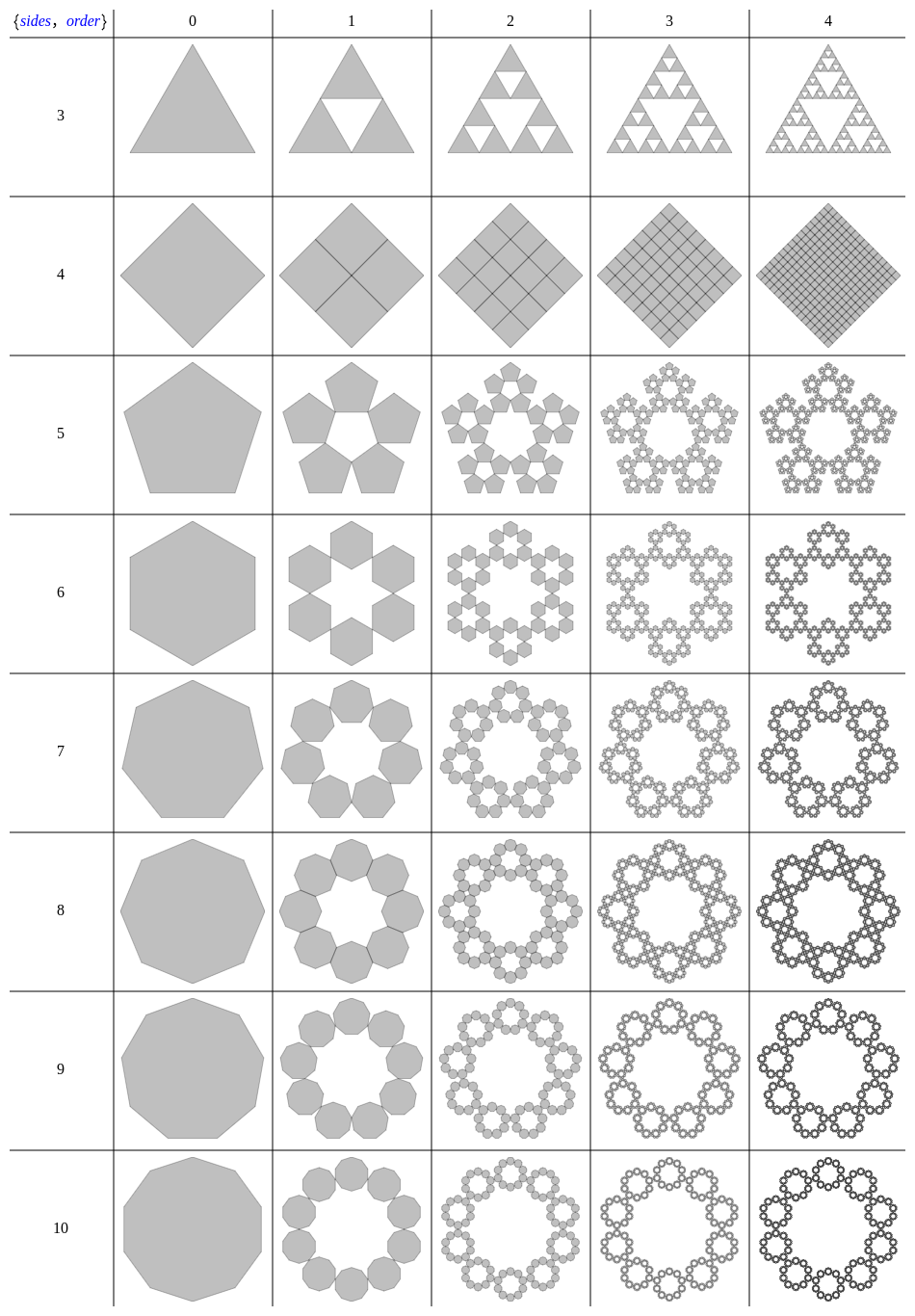
Tabla de imágenes de n-flakes (sin polígono central) lados 3 a 10 y ordenes 0 a 4 (hacer click o tocar para ampliar).

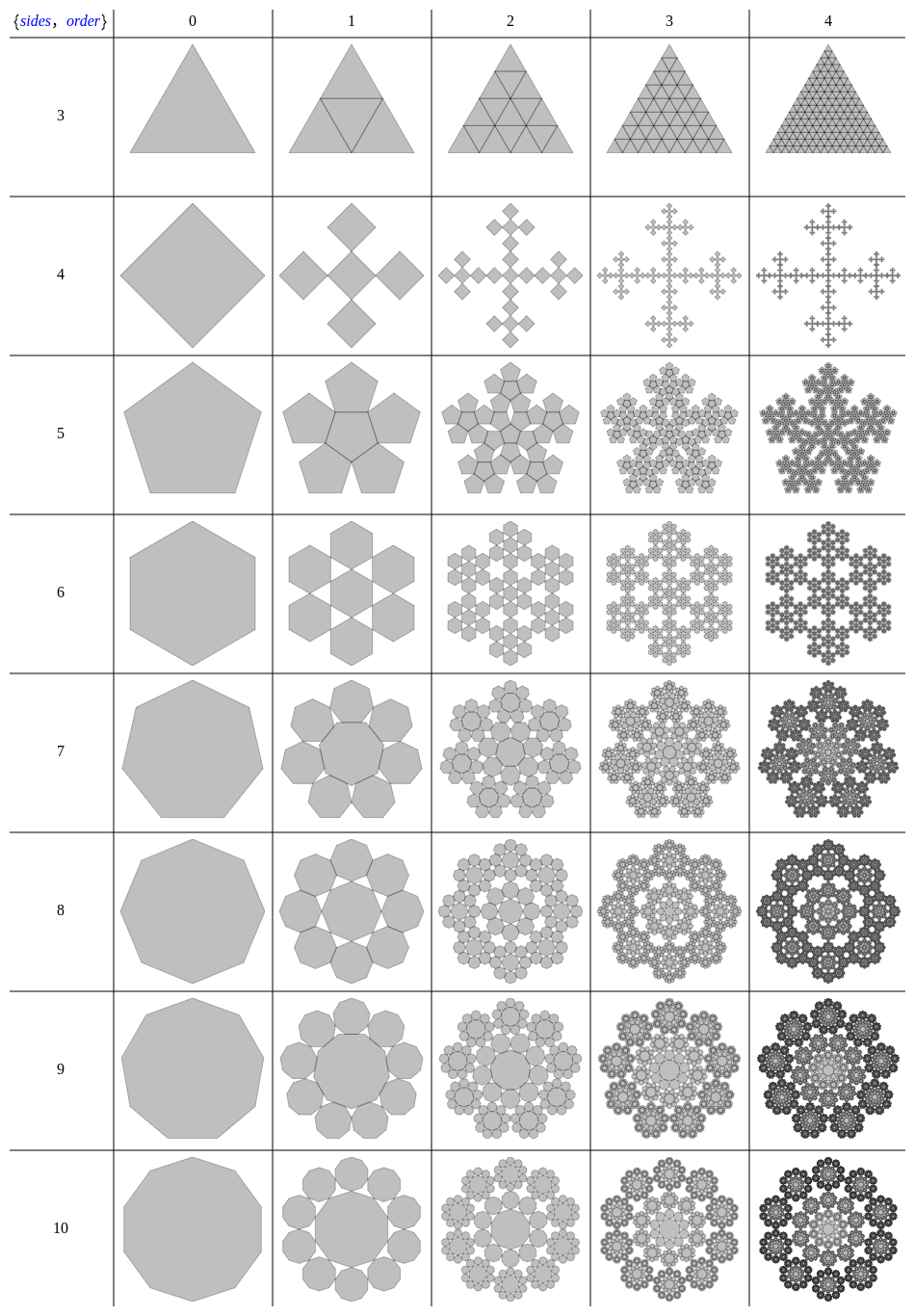
Tabla de imágenes de n-flakes (con polígono central) lados 3 a 10 y ordenes 0 a 4 (hacer click o tocar para ampliar)..

También existen los n- flake de polígonos superiores, aunque son menos comunes y generalmente no tienen un polígono central. Algunos ejemplos se muestran a continuación; el flake de 7 flake a través de 12 flakes. Si bien puede no ser obvio, estos poliflakes superiores todavía contienen infinitas curvas de Koch, pero el ángulo de las curvas de Koch disminuye a medida que n aumenta. Sus dimensiones de Hausdorff son un poco más difíciles de calcular que los n- flakes más bajos porque su factor de escala es menos obvio. Sin embargo, la dimensión de Hausdorff es siempre menos de dos, pero no menos de uno. Un n- flake interesante es el ∞-flake, porque a medida que el valor de n aumenta, la dimensión de Hausdorff de un n- flake se aproxima a 1.: 7 

The first four iterations of the heptaflake or 7-flake.
The first four iterations of the octoflake or 8-flake.
The first four iterations of the enneaflake or 9-flake.
The first four iterations of the decaflake or 10-flake.
The first four iterations of the hendecaflake or 11-flake.
The first four iterations of the dodecaflake or 12-flake.

## En tres dimensiones
Los n-flakes se pueden generalizar a dimensiones más altas, en particular a una dimensión topológica de tres.  En lugar de polígonos, los poliedros regulares se reemplazan iterativamente. Sin embargo, aunque hay un número infinito de polígonos regulares, solo hay cinco poliedros convexos regulares. Debido a esto, los n-flake tridimensionales también se llaman fractales sólidos platónicos. En tres dimensiones, el volumen de los fractales es cero.

### Tetraedro de Sierpinski
Un tetraedro de Sierpinski está formado por flakes sucesivas de cuatro tetraedros regulares. Cada flake se forma colocando un tetraedro a escala por 1/2 en cada esquina. Su dimensión Hausdorff es igual a {\displaystyle \textstyle {\frac {\log(4)}{\log(2)}}}, que es exactamente igual a 2. En cada cara hay un triángulo de Sierpinski e infinitamente muchos están contenidos dentro.

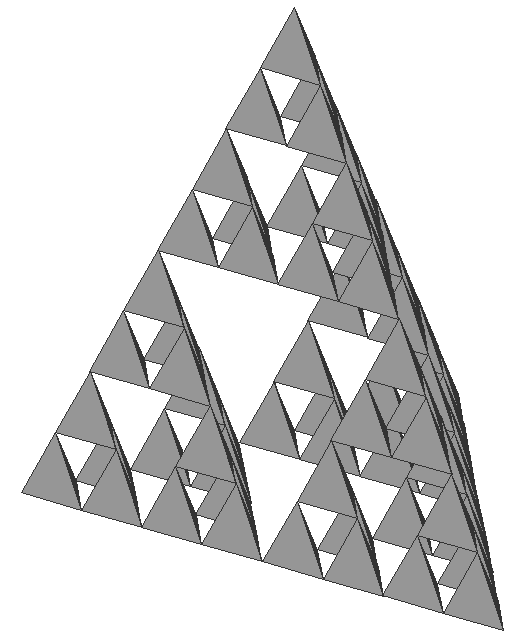
La tercera iteración del tetraedro de Sierpinski.

### Flake del Hexaedro
Un hexaedro, o cubo, es un flake definido de la misma manera que el tetraedro de Sierpinski es simplemente un cubo y no es interesante como un fractal. Sin embargo, hay dos alternativas interesantes. Uno es la Esponja de Menger, en la que cada cubo se reemplaza por un anillo tridimensional de cubos Su dimensión Hausdorff es {\displaystyle \textstyle {\frac {\log(20)}{\log(3)}}} ≈ 2.7268.
Se puede producir otro flake del hexaedro de forma similar al  fractal de Vicsek extendido a tres dimensiones. Cada cubo se divide en 27 cubos más pequeños y se conservan las cruces centrales del cubo, que es lo opuesto a la Esponja de Menger donde se quita la cruz. Sin embargo, no es el complemento esponja de Menger. Su dimensión Hausdorff es {\displaystyle \textstyle {\frac {\log(7)}{\log(3)}}} ≈ 1.7712, porque una cruz de 7 cubos, cada uno escalado por 1/3, reemplaza a cada cubo.

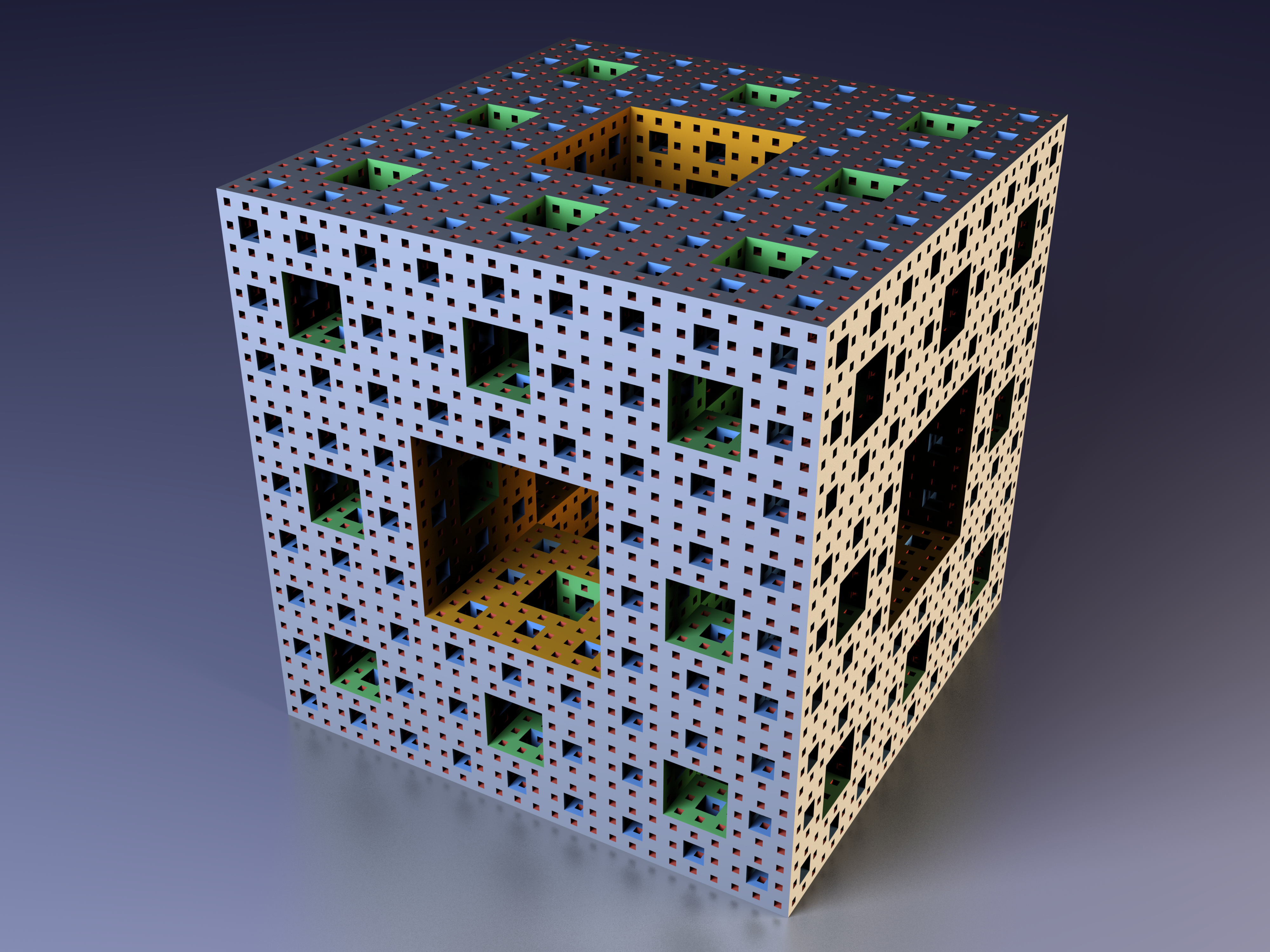
La cuarta iteración de la esponja de Menger.
Tercera iteración del fractal Vicsek para tres dimensiones.

### Flake del Octaedro
Un flake del octaedro o octaedro de Sierpinski, está formado por flakes sucesivos de seis octaedros regulares. Cada flake se forma colocando un octaedro a escala por 1/2 en cada esquina. Su dimensión Hausdorff es igual a {\displaystyle \textstyle {\frac {\log(6)}{\log(2)}}} ≈ 2.5849. En cada cara hay un triángulo de Sierpinski e infinitamente muchos están contenidos dentro.

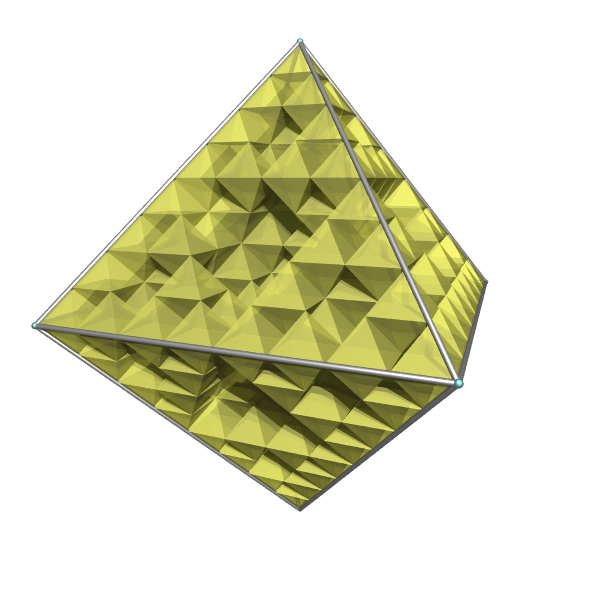
La tercera iteración del flake del octaedro.

### Flake del Dodecaedro
Un flake del dodecaedro, o dodecaedro de Sierpinski, está formada por flakes sucesivos de veinte dodecaedros regulares. Cada flake se forma colocando un dodecaedro escalado por {\displaystyle \textstyle {\frac {1}{2+\varphi }}} en cada esquina. Su dimensión Hausdorff es igual a {\displaystyle \textstyle {\frac {\log(20)}{\log(2+\varphi )}}} ≈ 2.3296.

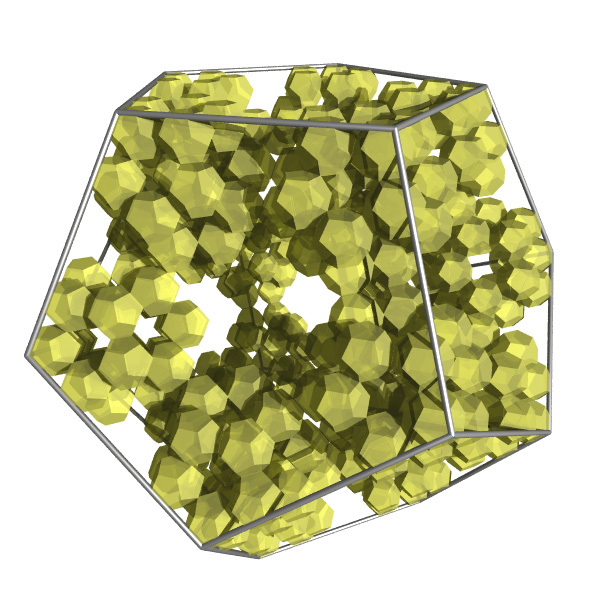
La segunda iteración del flake del dodecaedro.

### Flake del Icosaedro
Un  flake del icosaedro, o icosaedro de Sierpinski, está formada por flakes sucesivos de doce icosaedros regulares. Cada flake se forma colocando un icosaedro a escala de {\displaystyle \textstyle {\frac {1}{1+\varphi }}} en cada esquina. Su dimensión Hausdorff es igual a {\displaystyle \textstyle {\frac {\log(12)}{\log(1+\varphi )}}} ≈ 2.5819.

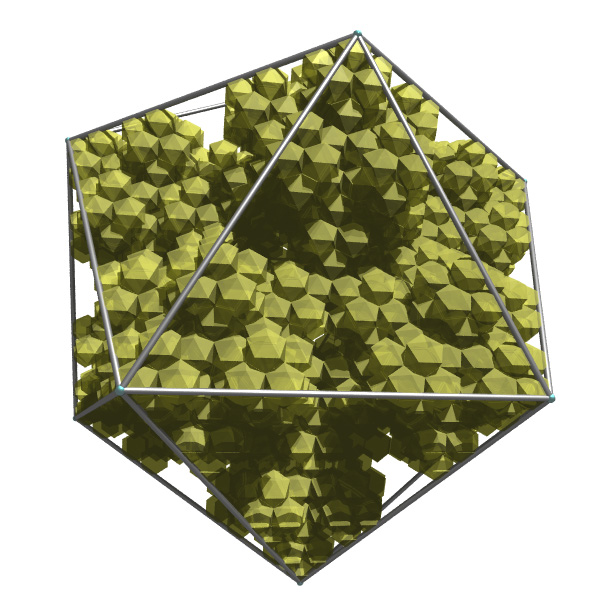
La tercera iteración del flake del icosaedro.